# آب مرده (فیلم ۲۰۱۹)
آب مرده (به انگلیسی: Dead Water) یک فیلم دلهره‌آور و اکشن آمریکایی محصول سال ۲۰۱۹ به کارگردانی کریس هلتون با بازی کاسپر ون دین و جاد نلسن است.

## داستان
یک دریانورد قدیمی که همه چیز به خوبی و خوشی تو دریا پیش می‌رود او در حال زندگی و خوشگذرانی است تا اینکه یک دزد دریایی تمام آرامش آنان را کاملاً بهم می‌ریزد و حال این دریانورد باید همسر دوست صمیمی خود را از دست این دزد نجات دهند تا به آرامش مجدد بازگردد ولی…

## بازیگران
- کاسپر ون دین
- جاد نلسن
- برایان دیویس
- گریف فرست

## انتشار فیلم
این فیلم در تاریخ ۲۶ ژوئیه ۲۰۱۹ در سینماها اکران شد.